# Octet (Schubert)

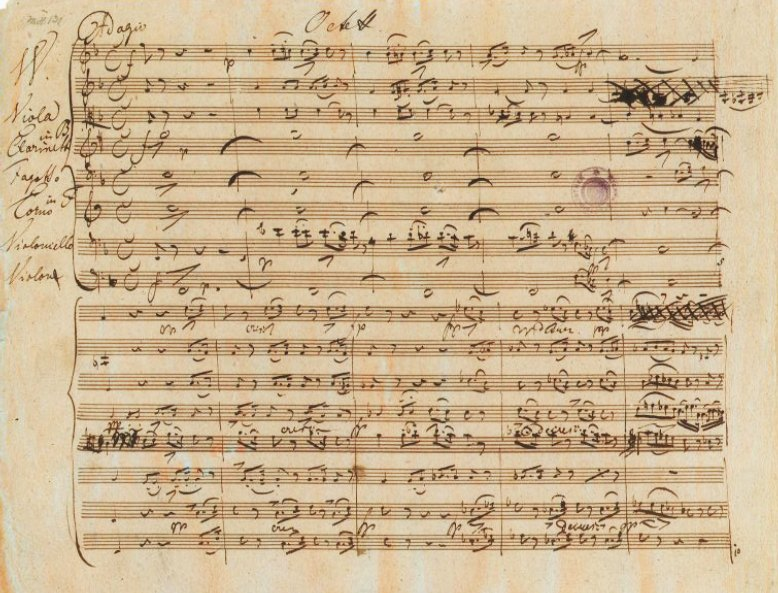
Autògraf de l'Octet en fa amjor (D.803) de Schubert

L' Octet en fa major, D. 803, fou compost per Franz Schubert el mes de març de 1824. Va ser un encàrrec del famós clarinetista Ferdinand Troyer. És una peça del mateix període que dues de les grans obres de cambra de Schubert: els quartets de corda Rosamunde i La Mort i la donzella.

## Estructura
Consta de sis moviments:
1. Adagio – Allegro – Più allegro
2. Adagio
3. Allegro vivace – Trio – Allegro vivace
4. Andante – variacions. Un poco più mosso – Più lento
5. Menuetto. Allegretto – Trio – Menuetto – Coda
6. Andante molto – Allegro – Andante molto – Allegro molto

Aquest Octet és el més divers pel que fa a la instrumentació entre la música de cambra de Schubert. Està escrit per a clarinet, fagot, trompa, dos violins, viola, cel·lo, i contrabaix. Aquesta instrumentació és similar a la del Septet de Beethoven, i difereix només perquè afegeix un segon violí.
La interpretació de l'Octet dura gairebé una hora.
| Octet D. 803 | Octet D. 803 |
| --- | ------------ |
| 1. Adagio – Allegro |              |
| |              |
| |              |
| |              |
| 2. Adagio |              |
| |              |
| |              |
| |              |
| 3. Scherzo |              |
| |              |
| |              |
| |              |
| 4. Andante |              |
| |              |
| |              |
| |              |
| 5. Menuetto |              |
| |              |
| |              |
| |              |
| 6. Andante Molto – Allegro |              |
| |              |
| Interpretació amb instruments de l'època: - Violí 1, Monica Huggett (Director) - Violí 2, Rob Diggins - Viola, Vicki Gunn - Cel·lo, Sarah Freiberg - Bais, Curtis Daily - Clarinet, William McColl - Trompa, R.J. Kelley - Fagot, Charles Kaufmann |              |
| |              |

## Antecedents
Com a resposta a una petició de Troyer per escriure una obra similar al Septet, Op. 20, de Beethoven, Schubert va compondre aquest Octet a inicis de 1824. L'obra es va interpretar a casa de l'Arxiduc Rudolf, pel qui treballava Troyer, i a qui Beethoven dedicà el Trio Arxiduc. En la interpretació van tocar molts dels músics que estrenaren el Septet.

## Anàlisi
L'estructura bàsica dels moviments és similar a la del Septet, amb molta relació entre la tonalitat de cada moviment i la tonalitat principal (mi bemoll en el Septet, fa major en l' Octet). El tema del 1r moviment prové de la cançó Der Wanderer de Schubert. Les variacions del 4t moviment estan basades en un tema de Schubert del Singspiel Dau Freunde von Salamanka.